# Гейден (Алабама)
Гейден (англ. Hayden) — місто (англ. town) в США, в окрузі Блаунт штату Алабама. Населення — 1342 особи (2020).

## Географія
Гейден розташований за координатами 33°53′39″ пн. ш. 86°45′21″ зх. д. / 33.89417° пн. ш. 86.75583° зх. д. (33.894221, -86.755843).  За даними Бюро перепису населення США в 2010 році місто мало площу 2,90 км², уся площа — суходіл. В 2017 році площа становила 10,39 км², з яких 10,38 км² — суходіл та 0,00 км² — водойми.

## Демографія
Згідно з переписом 2010 року, у місті мешкали 444 особи в 188 домогосподарствах у складі 134 родин. Густота населення становила 153 особи/км².  Було 211 помешкання (73/км²).
Расовий склад населення:
| - 87,6 % — білих - 8,8 % — чорних або афроамериканців - 0,7 % — корінних американців - 0,2 % — азіатів |

До двох чи більше рас належало 2,7 %. Частка іспаномовних становила 0,0 % від усіх жителів.
За віковим діапазоном населення розподілялося таким чином: 20,9 % — особи молодші 18 років, 65,4 % — особи у віці 18—64 років, 13,7 % — особи у віці 65 років та старші. Медіана віку мешканця становила 43,0 року. На 100 осіб жіночої статі у місті припадало 98,2 чоловіків;  на 100 жінок у віці від 18 років та старших — 92,9 чоловіків також старших 18 років.
Середній дохід на одне домашнє господарство  становив 63 536 доларів США (медіана — 50 795), а середній дохід на одну сім'ю — 72 832 долари (медіана — 52 235). Медіана доходів становила 44 750 доларів для чоловіків та 27 344 долари для жінок. За межею бідності перебувало 7,9 % осіб, у тому числі 11,0 % дітей у віці до 18 років та 4,6 % осіб у віці 65 років та старших.
Цивільне працевлаштоване населення становило 496 осіб. Основні галузі зайнятості: освіта, охорона здоров'я та соціальна допомога — 22,8 %, роздрібна торгівля — 14,3 %, фінанси, страхування та нерухомість — 11,5 %, транспорт — 9,7 %.